# Covidiota

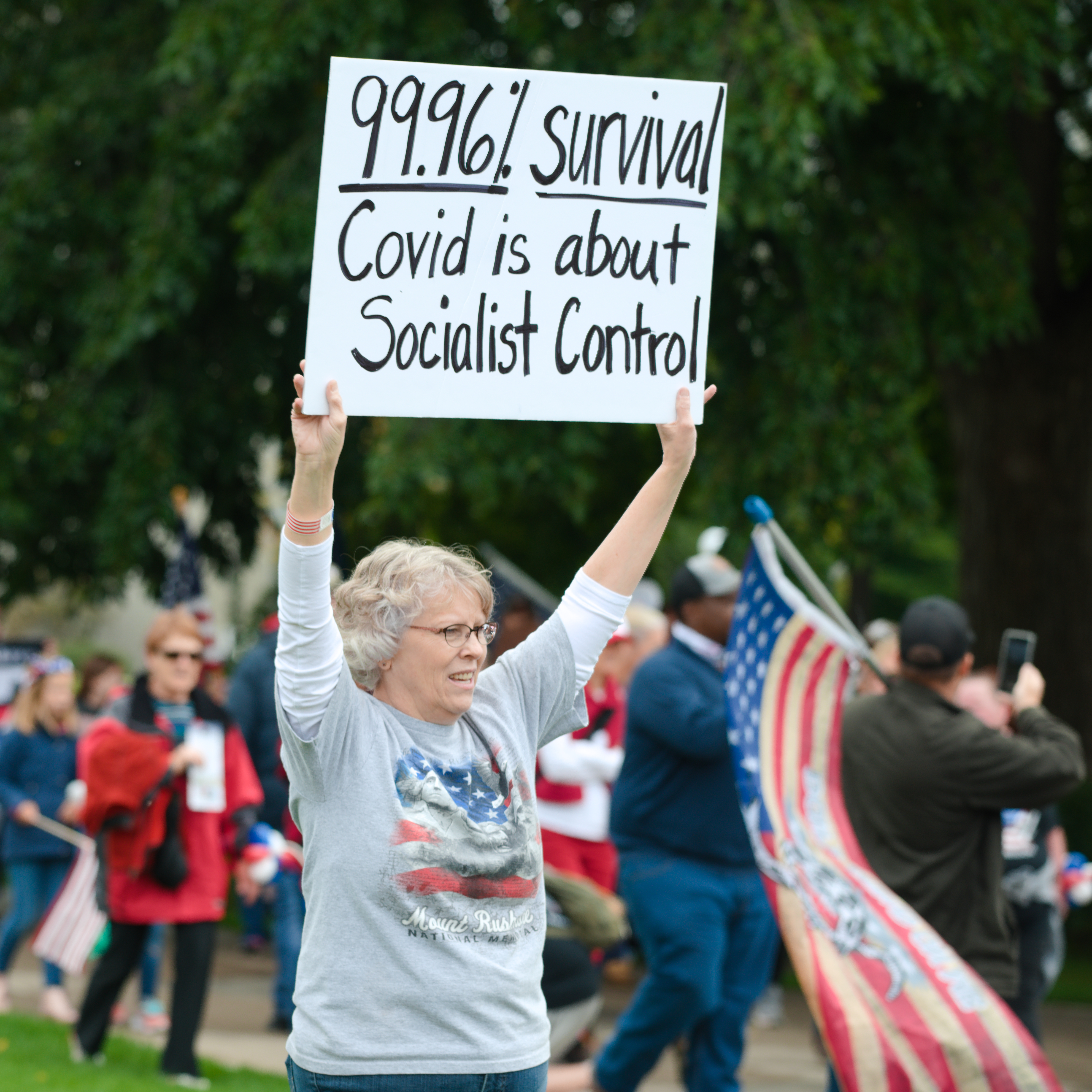
Protestas contra el gobernador Tim Walz por los cierres debido a la pandemia de COVID-19

«Covidiota» es un término peyorativo coloquial surgido durante la pandemia de COVID-19 para describir a las personas cuyo comportamiento se percibía como imprudente, ignorante o contraproducente en relación con las medidas de salud pública destinadas a contener la propagación del virus SARS-CoV-2.

## Origen y utilización

### Etimología
La palabra covidiota es un neologismo, producto de un calco estructural del inglés covidiot, combinación de covid (acrónimo formado en inglés a partir de COronaVIrus Disease) e idiot (idiota, término despectivo que denota falta de inteligencia o sentido común). El término original se registró por primera vez en 2020, en el Diccionario del estudiante avanzado de Oxford. En 2021, la RAE recogió el término castellanizado «covidiota» en la versión electrónica del «Tesoro de los diccionarios históricos de la lengua española».

### Popularización

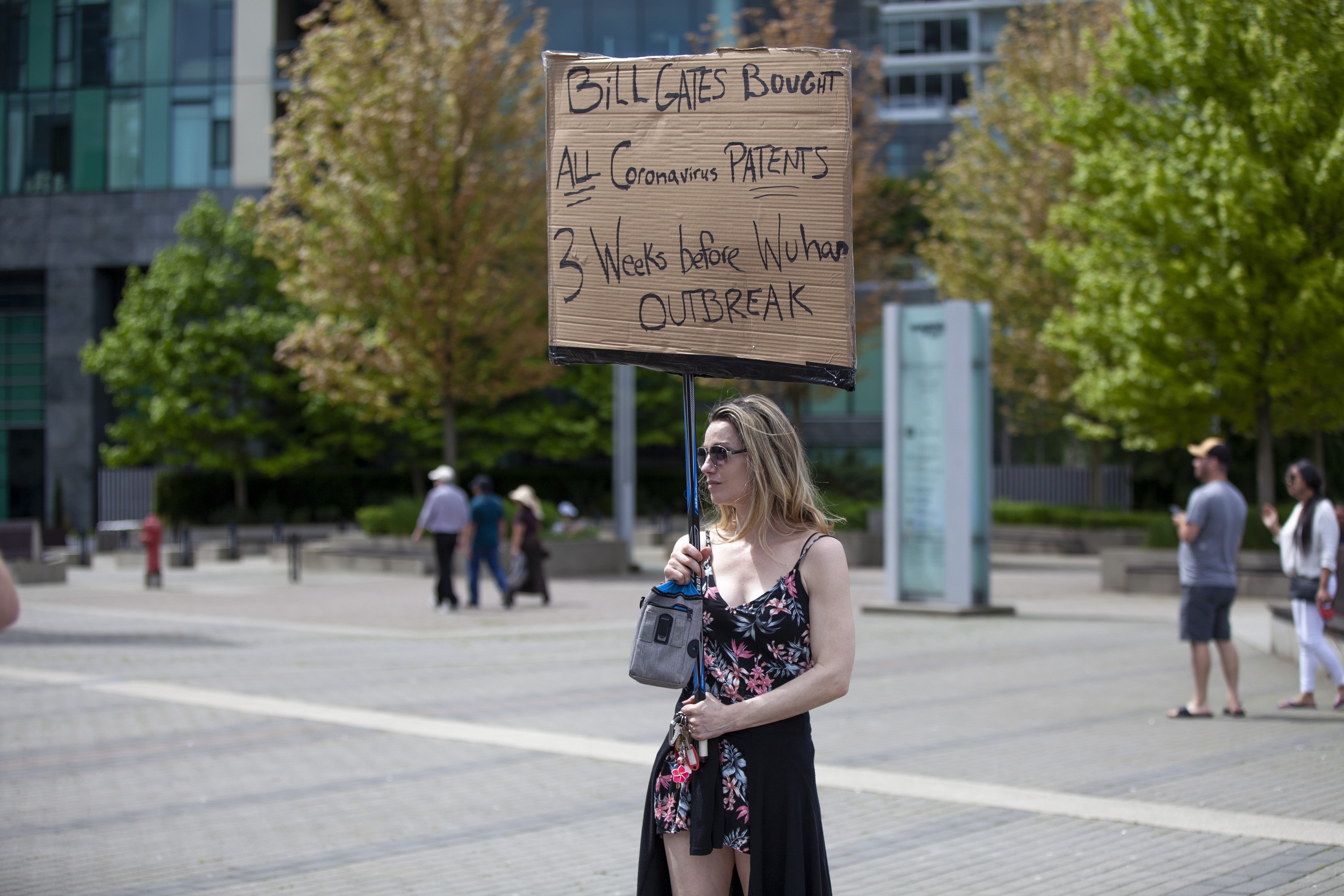
Manifestante en Vancouver contra el confinamiento por el COVID-19 en 2020

El término ganó popularidad en 2020, particularmente en las plataformas de redes sociales, donde se empleó para criticar comportamientos que se consideraban socialmente irresponsables. Algunos ejemplos de tales comportamientos incluyen no acatar las órdenes de uso de tapabocas, ignorar las pautas de distanciamiento físico y promover teorías conspirativas relacionadas con la pandemia, como negar la existencia del coronavirus u oponerse a los esfuerzos de vacunación. A medida que la fase aguda de la pandemia se fue apaciguando y se relajaron las medidas de salud pública, el uso del término disminuyó considerablemente.

## Implicaciones sociolingüísticas

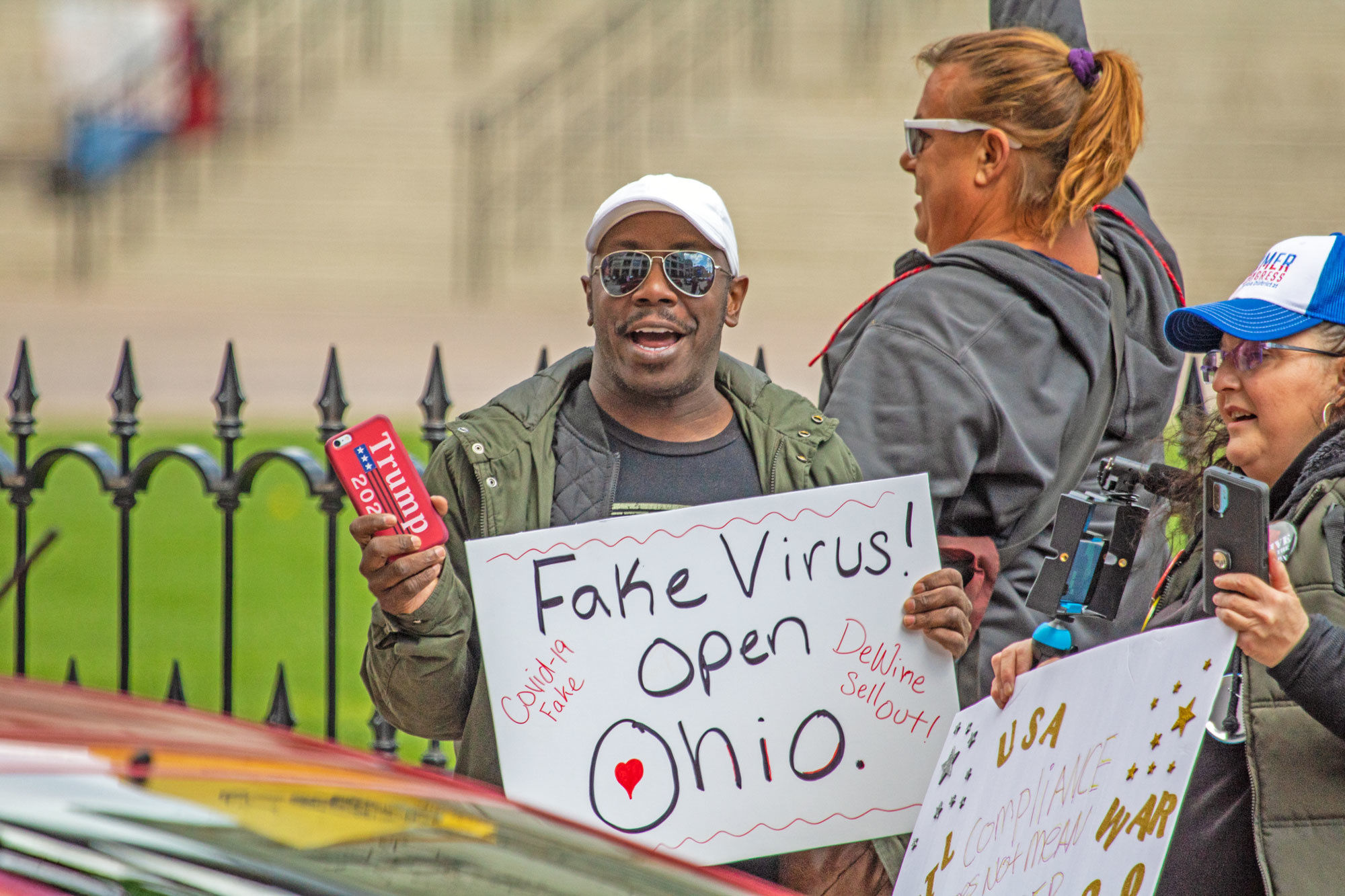
Manifestante en Ohio llevando una pancarta llamando al COVID-19 «fake virus» (virus falso)

La adopción generalizada del término covidiota pone de relieve la evolución del lenguaje en respuesta a las crisis sociales. Sirve como ejemplo de creatividad lingüística en tiempos de ansiedad global y subraya el papel del humor y la sátira para hacer frente a la adversidad. A pesar de sus orígenes humorísticos, el término también generó debates sobre su idoneidad, ya que algunos argumentaron que perpetúa el estigma y obstaculiza el diálogo constructivo en torno al cumplimiento de las normas de salud pública.